# Infermiere (Italia)

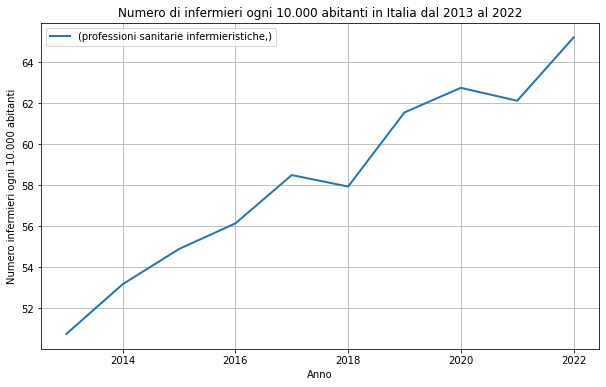
Fonte: [http://dati.istat.it/Index.aspx?QueryId=31546# Istat

L'infermiere, in Italia, è il professionista sanitario responsabile unico della pianificazione e gestione del processo assistenziale, terapeutico, educativo, preventivo, riabilitativo, la cui formazione è demandata per legge alle università.

## Storia

### Le scuole professionali
La figura ha cominciato ad essere disciplinata, nello stato italiano, solo dall'inizio del XX secolo: infatti il Regio Decreto-Legge 15 agosto 1925 n. 1832 prevedeva che le facoltà universitarie, i comuni italiani e anche le istituzioni di pubblica beneficenza e assistenza sociale potessero istituire apposite scuole professionali, ove al termine della frequentazione di un corso biennale teorico-pratico con relativo tirocinio, si conseguiva un diploma di Stato per l'esercizio della professione di infermiere che però costituiva titolo di preferenza per l'assunzione a servizio di ospedali, comuni, istituzioni pubbliche di beneficenza e di altri enti. Successivamente le norme per l'esercizio della professione di infermiere furono raccolte nel Regio Decreto 27 luglio 1934 n. 1265.

### Il secondo dopoguerra e il collegio professionale
Nel secondo dopoguerra, con la legge 29 ottobre 1954, n. 1049 viene creato il Collegio Infermiere Professionali, Assistenti Sanitari e Visitatrici e Vigilatrici di Infanzia (IPASVI). Al fine di responsabilizzare e guidare gli infermieri durante le proprie attività operative quotidiane, nel 1959 all'interno del Comitato centrale della Federazione Ipasvi si aprì un dibattito circa la necessità di mettere a punto un codice deontologico infermieristico, che indicasse le coordinate etiche in relazione alle quali operassero gli esercenti della professione. Il primo codice deontologico delle infermiere italiane viene emanato nel 1960, rappresentando un importante passo in avanti verso la costruzione dell'identità professionale. La legge 25 febbraio 1971, n. 124 abolì l'internato obbligatorio, aprendo la frequentazione dei corsi anche agli individui di sesso maschile, mentre due anni dopo le scuole per infermieri professionali diventano triennali in accordo con le indicazioni europee stabilite dall'accordo europeo di Strasburgo del 25 ottobre 1967, ratificato dall'Italia con la legge 15 novembre 1973 n. 795. Il D.P.R. 13 ottobre 1975, n. 867 modificò poi l'ordinamento delle scuole professionali per gli infermieri, ed il D.P.R 14 marzo 1974, n. 225 ne specificò le mansioni, subordinandone la responsabilità al personale medico.

### Gli anni 1990 e la formazione universitaria
La legge 19 novembre 1990, n. 341 introdusse la possibilità di attivare un corso di laurea; con il d.lgs 30 dicembre 1992, n. 502 si stabilì l'obbligo per le regioni italiane - entro il 1º gennaio 1996 - di stipulare convenzioni con le università in Italia per l'attuazione dei corsi di laurea previsti dalla legge 341/1990. Il decreto inoltre stabilì l'obbligo del conseguimento di diploma di maturità quinquennale per l'ammissione ai corsi per il conseguimento del diploma universitario, nonché al fine di superare il regime delle scuole venne affermato che in via transitoria i diplomi e gli attestati conseguiti con il precedente ordinamento (le scuole infermieristiche antecedenti al decreto), fossero equipollenti al diploma universitario.
Il decreto del Ministero della Sanità 14 settembre 1994, n. 739 dettò le prime disposizioni specifiche in tema relative alla figura ed al profilo professionale, con la legge 26 febbraio 1999, n. 42 vengono poi specificati i titoli equipollenti, e abrogato il DPR n. 225/1974, ad eccezione dell'art. 6, lasciando il compito della determinazione dell'attività e della responsabilità a decreti ministeriali, eliminando riferimenti a mansioni predeterminate. Dopo la riforma Berlinguer e l'emanazione del decreto del Ministero dell'università e della ricerca 3 novembre 1999, n. 509 che ha disciplinato le professioni sanitarie in Italia la figura dell'infermiere è stata tra queste ricompresa e con l'eliminazione della suddivisione tra infermiere generico e professionale. L'obbligo della formazione universitaria è stato comunque successivamente ribadito dalla legge 1º febbraio 2006, n. 43.

## I requisiti e la formazione
È necessario essere in possesso di diploma di laurea mediante conseguimento della laurea triennale (che conferisce agli infermieri il titolo di dottore/dottoressa); il corso di studi prevede anche una laurea magistrale, conseguibile al termine di un ulteriore corso di studi della durata di 2 anni. Per accedere al corso di studi è necessario il superamento di un test di ingresso a numero chiuso, i cui risultati determinano l'assegnazione dei posti disponibilI ed il cui numero è definito sulla base della programmazione ministeriale e disponibilità di strutture didattiche e personale docente. Il corso è suddiviso in una formazione teorica (discipline dei corsi integrati previsti dal piano degli studi) e pratica (tirocinio o apprendimento in ambito clinico), e comprende attività didattiche opzionali (ADO) e lo studio individuale. Dopo la laurea magistrale è prevista anche possibilità di conseguimento del dottorato di ricerca, che mira a fornire ai professionisti competenze avanzate e strumenti metodologici necessari per esercitare attività di ricerca e di alta qualificazione presso le università in Italia, enti pubblici e privati, finalizzato all'approfondimento dello studio della disciplina e dalla ricerca applicata alle scienze infermieristiche.
Dopo essersi iscritto all'Ordine professionale tenuto presso la federazione Fnopi (Federazione Nazionale Ordini delle Professioni Infermieristiche) presente come OPI in ogni provincia, può svolgere la sua attività sia come lavoratore dipendente, sia come libero professionista - in quest'ultimo caso se in possesso di laurea magistrale - presso strutture pubbliche e private, nell'ambito dell'assistenza domiciliare integrata. Per l'attività libero professionale è altresì necessaria l'acquisizione del numero di partita IVA, la comunicazione di inizio attività all'ordine Fnopi, la stipula di un contratto per la copertura assicurativa professionale e l'iscrizione all'ENPAPI (Ente di Previdenza e Assistenza degli Infermieri).
Il decreto interministeriale 2 aprile 2001 afferma che le università in Italia garantiscono la conclusione dei corsi di diploma universitario e il rilascio dei relativi titoli, l'accesso al corso di laurea magistrale avviene sulla base dei crediti acquisiti nella formazione di base, come ribadito dal decreto del MIUR 22 ottobre 2004, n. 270. Ulteriori disposizioni circa il profilo professionale sono state poi introdotte dalla legge 10 agosto 2000, n. 251. Per poter lavorare presso enti pubblici è necessario superare apposito concorso, tuttavia il decreto-legge 12 novembre 2001 n. 402 - convertito in legge 8 gennaio 2002 n. 1 - introdusse la possibilità che, relativamente all'assunzione di infermieri in strutture pubbliche, in particolari ipotesi di necessità si potesse provvedere all'assunzione di infermieri anche senza superamento di un concorso pubblico, in particolari ipotesi tassativamente indicate dalla predetta norma. La legge n. 43/2006 ha prescritto alcuni adempimenti obbligatori come l'iscrizione all'albo professionale nonché di formazione continua.
Il mancato possesso di uno dei requisiti previsti dalla normativa vigente, rientra nella fattispecie del delitto disciplinato dall'art. 348 del codice penale italiano ovvero esercizio abusivo della professione.

## Il ruolo e la funzione
L'Infermiere è responsabile della pianificazione e gestione dell'assistenza infermieristica generale, ossia, l'attività terapeutica, palliativa, riabilitativa, educativa e preventiva rivolta all'individuo, alla comunità o alla popolazione, svolta su soggetti sani o malati, al fine di recuperare uno stato di salute adeguato e prevenendo l'insorgenza di alterazioni morfo-funzionali dell'individuo o della comunità. L'esercizio professionale non più subordinato ai medici e senza mansioni predeterminate rileva anche dal punto di vista della responsabilità giuridica, come successivamente ribadito dalla legge 10 agosto 2000, n. 251.
Il D.M. 14 settembre 1994, n. 739 prevede la suddivisione delle attività in:
- a) sanità pubblica: infermiere di sanità pubblica;
- b) pediatria: infermiere pediatrico;
- c) salute mentale-psichiatria: infermiere psichiatrico;
- d) geriatria: infermiere geriatrico;
- e) area critica: infermiere di area critica.

Ai sensi dell'art. 2 del codice deontologico degli infermieri "l'assistenza infermieristica è servizio alla persona, alla famiglia e alla collettività. Si realizza attraverso interventi specifici, autonomi e complementari di natura intellettuale, tecnico-scientifica, gestionale, relazionale ed educativa".
Secondo l'art. 1 comma 2 del profilo professionale dell'infermiere (D.M. 739/1994) le funzioni di assistenza infermieristica sono "prevenzione delle malattie, l'assistenza dei malati e dei disabili di tutte le età e l'educazione sanitaria".
Nell'art. 1 comma 3 vengono descritte le principali funzioni dell'infermiere:
- "Partecipa all'identificazione dei bisogni di salute della persona e della collettività;"
- "Identifica i bisogni di assistenza infermieristica della persona e della collettività e formula i relativi obiettivi;"
- "Pianifica, gestisce e valuta l'intervento assistenziale infermieristico;"
- "Garantisce la corretta applicazione delle prescrizioni diagnostico-terapeutiche;"
- "Agisce sia individualmente sia in collaborazione con gli altri operatori sanitari e sociali;"
- "Per l'espletamento delle funzioni si avvale, ove necessario, dell'opera del personale di supporto;"
- "Svolge la sua attività professionale in strutture sanitarie pubbliche o private, nel territorio e nell'assistenza domiciliare, in regime di dipendenza o libero-professionale."

"Le competenze dei laureati specialisti (coloro che posseggono la Laurea magistrale) nella classe comprendono":
1. "Rilevare e valutare criticamente l'evoluzione dei bisogni dell'assistenza pertinenti alla specifica figura professionale, anche nelle connotazioni legate al genere […];
2. Progettare e intervenire operativamente in ordine a problemi assistenziali e organizzativi complessi;
3. Programmare, gestire e valutare i servizi assistenziali nell'ottica del miglioramento della qualità (pianificazione, organizzazione, direzione, controllo);
4. Supervisionare l'assistenza pertinente alla specifica figura professionale e svolgere azioni di consulenza professionale;
5. Applicare e valutare l'impatto di differenti modelli teorici nell'operatività dell'assistenza;
6. Progettare, realizzare e valutare interventi formativi;
7. Sviluppare le capacità di insegnamento per la specifica figura professionale nell'ambito delle attività tutoriali e di coordinamento del tirocinio nella formazione di base, complementare, permanente;
8. Utilizzare i metodi e gli strumenti della ricerca, pertinenti alla figura professionale, nelle aree clinico-assistenziali, nell'organizzazione e nella formazione;
9. Analizzare criticamente gli aspetti etici correlati all'assistenza e a problemi multiprofessionali e multiculturali."

Gli infermieri possono essere chiamati a svolgere funzioni diverse in relazione alla loro formazione ed esperienza:
1. Professionisti infermieri: "in possesso della laurea o del titolo universitario conseguito anteriormente all'attivazione dei corsi di laurea o di diploma ad esso equipollente […] "
2. Professionisti coordinatori: "in possesso del master di primo livello in management o per le funzioni di coordinamento rilasciato dall'università […] "
3. Professionisti specialisti: "in possesso del master di primo livello per le funzioni specialistiche rilasciato dall'università […] "
4. Professionisti dirigenti: "in possesso della laurea specialistica […] e che abbiano esercitato l'attività professionale con rapporto di lavoro dipendente per almeno cinque anni […] "

L'infermiere con laurea di primo livello o titolo equipollente partecipa all'identificazione dei bisogni di salute della persona e collettività e formula i relativi obiettivi; pianifica, gestisce e valuta l'intervento assistenziale infermieristico; garantisce la corretta applicazione delle prescrizioni diagnostico-terapeutiche; agisce sia individualmente che in collaborazione con gli altri operatori sanitari e sociali, avvalendosi, ove necessario, nell'ambito dell'assistenza diretta, ad alta standardizzazione e bassa discrezionalità, dell'opera del personale di supporto(O.S.S.). L'infermiere svolge la sua attività professionale in strutture sanitarie pubbliche o private, nel territorio e nell'assistenza domiciliare, in regime di dipendenza o libero-professionale; concorre direttamente all'aggiornamento relativo allo specifico profilo professionale e alla ricerca.
Inoltre contribuisce alla formazione del personale di supporto O.S.S.
L'infermiere con laurea magistrale
"La continua evoluzione del Servizio sanitario nazionale e i cambiamenti nei contenuti delle cure rendono molto ampia la gamma di posizioni (e competenze) dell'infermiere con laurea specialistica: dalla direzione del Servizio aziendale di assistenza infermieristica, al coordinamento di un dipartimento o unità complessa, o di una équipe, al case management, al coordinamento dell'aggiornamento del personale e della formazione permanente, al ruolo di formatore, di docente e di tutor."

## La deontologia
Nel 1996 viene elaborato il "patto" tra l'infermiere e il cittadino, che è "uno strumento del tutto innovativo che dà spazio all'esigenza crescente di protagonismo autonomo della professione, rivolgendosi al naturale interlocutore della propria attività." In realtà, il "patto" tra l'infermiere e il cittadino non è altro che un preambolo ad una vera e propria riscrittura del Codice deontologico infermieristico presentato in occasione della Giornata internazionale dell'infermiere il 12 maggio del 1999. L'obiettivo del nuovo Codice è "indicare le caratteristiche della mission infermieristica in modo da dare spazio alle esigenze di autonomia professionale e fornendo una traccia di riflessione per il quotidiano confronto tra i professionisti e i ritardi della cultura e delle strutture in cui operano."
L'infermiere non è più definito come "semplice operatore sanitario" dotato di un diploma abilitante, ma "il professionista sanitario responsabile dell'assistenza infermieristica". Un professionista che, in quanto tale e anche nella sua individualità, assiste la persona e la collettività attraverso l'atto infermieristico inteso come il complesso dei saperi, delle prerogative, delle attività, delle competenze e delle responsabilità dell'infermiere in tutti gli ambiti professionali e nelle diverse situazioni assistenziali."
Nel febbraio 2009 è presentato il nuovo codice deontologico degli infermieri italiani, in sostituzione di precedenti. "Il nuovo codice deontologico fissa le norme dell'agire professionale e definisce i principi guida che strutturano il sistema etico in cui si svolge la relazione con la persona/assistito. Relazione che si realizza attraverso interventi specifici, autonomi e complementari di natura intellettuale, tecnico-scientifica, gestionale, relazionale ed educativa." 
Nel codice deontologico vengono definite in modo preciso ed univoco le attività, le competenze, principi etici e morali quali l'infermiere è tenuto ad attenersi. Viene definito in modo specifico cos'è l'assistenza infermieristica e viene individuato come unico responsabile di quest'ultima l'infermiere; il quale viene riconosciuto come un professionista sanitario. L'ultima revisione del codice deontologico è stata approvata con il consiglio nazionale FNOPI il 13 aprile 2019